# 1649 Fabre
1649 Fabre è un asteroide della fascia principale. Scoperto nel 1951, presenta un'orbita caratterizzata da un semiasse maggiore pari a 3,0200497 UA e da un'eccentricità di 0,0508517, inclinata di 10,81307° rispetto all'eclittica.
L'asteroide è dedicato all'astronomo francese Hervé Fabre, che ha lavorato presso l'Osservatorio di Nizza.